# Lista de supercentenários da Oceania
Esta é uma lista incompleta de supercentenários da Oceania (pessoas da Oceania que atingiram a idade de pelo menos 110 anos). O Gerontology Research Group (GRG), uma organização que rastreia supercentenários e verifica suas reivindicações de idade, verificou que 29 supercentenários verificados viveram na Oceania. A pessoa mais velha da Oceania foi a australiana Christina Cock que morreu aos 114 anos e 148 dias. O homem mais velho da Oceania foi o australiano Jack Lockett que morreu aos 111 anos e 123 dias. A pessoa viva mais velha da Oceania é a britânica-australiana Margaret Vivian, com 119 anos e 23 dias. Existem atualmente quatro supercentenários vivos da Oceania, dois residem na Austrália e uma na Nova Zelândia.

## Supercentenários vivos na Oceania
| Classificação | Nome              | Sexo | Data de nascimento      | Idade em quinta-feira, 20 de março de 2025 | País de nascimento | País de residência |
| ------------- | ----------------- | ---- | ----------------------- | ------------------------------------------ | ------------------ | ------------------ |
|               | Margaret Vivian   | F    | 25 de fevereiro de 1906 | 119 anos e 23 dias                         | Reino Unido        | Austrália          |
|               | Thelma McLeod     | F    | 13 de fevereiro de 1907 | 118 anos e 35 dias                         | Austrália          | Austrália          |
|               | Madeline Anderson | F    | 4 de maio de 1907       | 117 anos e 320 dias                        | Nova Zelândia      | Nova Zelândia      |

## Supercentenários da Oceania
| Classificação | Nome                    | Sexo | Data de nascimento      | Data da morte           | Idade               | País de nascimento | País de morte ou residência |
| ------------- | ----------------------- | ---- | ----------------------- | ----------------------- | ------------------- | ------------------ | --------------------------- |
| 1             | Christina Cock          | F    | 25 de dezembro de 1887  | 22 de maio de 2002      | 114 anos e 148 dias | Austrália          | Austrália                   |
| 2             | Beatrice Mears          | F    | 4 de março de 1888      | 3 de dezembro de 2001   | 113 anos e 274 dias | Austrália          | Austrália                   |
| 3             | Florence Finch          | F    | 22 de dezembro de 1893  | 10 de abril de 2007     | 113 anos e 109 dias | Reino Unido        | Nova Zelândia               |
| 4             | Ethel Farrell           | F    | 27 de novembro de 1902  | 20 de dezembro de 2015  | 113 anos e 23 dias  | Índia              | Austrália                   |
| 5             | Molly Yeomans           | F    | 1 de julho de 1888      | 30 de maio de 2001      | 112 anos e 333 dias | Austrália          | Austrália                   |
| 6             | Caroline Mockridge      | F    | 11 de dezembro de 1874  | 6 de novembro de 1987   | 112 anos e 330 dias | Austrália          | Austrália                   |
| 7             | Myra Nicholson          | F    | 14 de dezembro de 1894  | 20 de setembro de 2007  | 112 anos e 280 dias | Austrália          | Austrália                   |
| 8             | Vi Robbins              | F    | 28 de fevereiro de 1902 | 8 de outubro de 2014    | 112 anos e 222 dias | Austrália          | Austrália                   |
| 9             | E. Beatrice Riley       | F    | 13 de outubro de 1896   | 15 de maio de 2009      | 112 anos e 214 dias | Austrália          | Austrália                   |
| 10            | Jane Gray               | F    | 1 de dezembro de 1901   | 7 de junho de 2014      | 112 anos e 188 dias | Reino Unido        | Austrália                   |
| 11            | Marie-Louise L'Huillier | F    | 26 de junho de 1895     | 28 de dezembro de 2007  | 112 anos e 185 dias | Nova Caledônia     | Nova Caledônia              |
| 12            | Jessie Hurley           | F    | 15 de junho de 1890     | 6 de agosto de 2002     | 112 anos e 52 dias  | Austrália          | Austrália                   |
| 13            | Miriam Schmierer        | F    | 20 de agosto de 1899    | 29 de setembro de 2011  | 112 anos e 40 dias  | Austrália          | Austrália                   |
| 14            | Myrtle Jones            | F    | 18 de abril de 1897     | 12 de janeiro de 2009   | 111 anos e 269 dias | Austrália          | Austrália                   |
| 15            | Stella Correll          | F    | 23 de dezembro de 1888  | 7 de setembro de 2000   | 111 anos e 259 dias | Austrália          | Austrália                   |
| 16            | Jane Piercy             | F    | 2 de setembro de 1869   | 3 de maio de 1981       | 111 anos e 243 dias | Austrália          | Austrália                   |
|               | Marjorie Cooke          | F    | 5 de janeiro de 1906    | 1 de setembro de 2017   | 111 anos e 239 dias | Austrália          | Austrália                   |
|               | Margaret Vivian         | F    | 25 de fevereiro de 1906 | Pessoa viva             | 119 anos e 23 dias  | Reino Unido        | Austrália                   |
| 17            | Jack Lockett            | M    | 22 de janeiro de 1891   | 25 de maio de 2002      | 111 anos e 123 dias | Austrália          | Austrália                   |
| 18            | Eva McConnell           | F    | 5 de maio de 1901       | 15 de agosto de 2012    | 111 anos e 102 dias | Austrália          | Austrália                   |
| 19            | Alice Lindsay           | F    | 31 de março de 1893     | 1 de julho de 2004      | 111 anos e 92 dias  | Austrália          | Austrália                   |
| 20            | Ada Cleggett            | F    | 27 de janeiro de 1885   | 8 de dezembro de 1995   | 110 anos e 315 dias | Austrália          | Austrália                   |
| 21            | Doreen Washington       | F    | 24 de maio de 1898      | 4 de fevereiro de 2009  | 110 anos e 256 dias | Austrália          | Austrália                   |
| 22            | Marie Piacentino        | F    | 25 de novembro de 1888  | 21 de junho de 1999     | 110 anos e 208 dias | Itália             | Austrália                   |
|               | Thelma McLeod           | F    | 13 de fevereiro de 1907 | Pessoa viva             | 118 anos e 35 dias  | Austrália          | Austrália                   |
| 23            | Mary Hurley             | F    | 4 de maio de 1880       | 16 de novembro de 1990  | 110 anos e 196 dias | Austrália          | Austrália                   |
| 24            | Catherine Lawrence      | F    | 8 de dezembro de 1902   | 16 de junho de 2013     | 110 anos e 190 dias | Austrália          | Austrália                   |
|               | Madeline Anderson       | F    | 4 de maio de 1907       | Pessoa viva             | 117 anos e 320 dias | Nova Zelândia      | Nova Zelândia               |
| 25            | John Campbell Ross      | M    | 11 de março de 1899     | 3 de junho de 2009      | 110 anos e 84 dias  | Austrália          | Austrália                   |
| 26            | Blanche Coward          | F    | 17 de dezembro de 1901  | 27 de fevereiro de 2012 | 110 anos e 72 dias  | Reino Unido        | Austrália                   |
| 27            | Claude Stanley Choules  | M    | 3 de março de 1901      | 5 de maio de 2011       | 110 anos e 63 dias  | Reino Unido        | Austrália                   |
| 28            | Ethel Booth             | F    | 25 de dezembro de 1890  | 18 de fevereiro de 2001 | 110 anos e 55 dias  | Nova Zelândia      | Nova Zelândia               |
| 29            | Ada Sharp               | F    | 6 de abril de 1861      | 15 de maio de 1971      | 110 anos e 39 dias  | Austrália          | Austrália                   |